# Марсел Фріман
Марсел Фріман (англ. Marcel Freeman; нар. 30 березня 1960) — колишній американський тенісист.
Найвищу одиночну позицію світового рейтингу — 46 місце досяг 3 листопада, 1986, парну — 70 місце — 13 липня, 1987 року.
Здобув 1 парний титул.
Найвищим досягненням на турнірах Великого шолома було 3 коло в одиночному розряді.

## Фінали за кар'єру

### Парний розряд (1–2)
| Результат | W/L | Дата     | Турнір         | Покриття   | Партнер       | Суперники                           | Рахунок       |
| --------- | --- | -------- | -------------- | ---------- | ------------- | ----------------------------------- | ------------- |
| Поразка   | 0–1 | Кві 1984 | Барі, Італія   | Ґрунт      | Тім Вілкінсон | Станіслав Бірнер Лібор Пімек        | 6–2, 6–7, 4–6 |
| Перемога  | 1–1 | Бер 1985 | Нансі, Франція | Тверде (i) | Родні Гармон  | Ярослав Навратіл Юнас Свенссон      | 6–4, 7–6      |
| Поразка   | 1–2 | Кві 1985 | Барі, Італія   | Ґрунт      | Лорі Вордер   | Алехандро Ганзабаль Клаудіо Панатта | 4–6, 2–6      |